# Jolanta Komsa
Jolanta Komsa (ur. 20 grudnia 1958 w Ustrzykach Dolnych) – polska lekkoatletka, specjalistka skoku wzwyż, wielokrotna medalistka mistrzostw Polski.

## Kariera sportowa
Zajęła 7. miejsce w skoku wzwyż na halowych mistrzostwach Europy w 1984 w Göteborgu. Na zawodach "Przyjaźń-84" rozegranych w Pradze dla lekkoatletów, których państwa zbojkotowały igrzyska olimpijskie w 1984 w Los Angeles zajęła 5. miejsce.
Na pierwszych światowych igrzyskach halowych w 1985 w Paryżu zajęła 8. miejsce. Była 11. w skoku wzwyż na halowych mistrzostwach Europy w 1988 w Budapeszcie. Zajęła 4. miejsce w tej konkurencji w finale Pucharu Europy w 1989 w Gateshead.
Była wicemistrzynią Polski w skoku wzwyż w 1985, 1986, 1988 i 1989 oraz brązową medalistką w 1983. Zdobyła również mistrzostwo Polski w hali w  1988 i 1990 oraz wicemistrzostwo w 1983, 1984 i 1985.
Rekordy życiowe:
| Konkurencja          | Data i miejsce           | Wynik |
| -------------------- | ------------------------ | ----- |
| skok wzwyż (stadion) | 19 września 1984, Zabrze | 1,95  |
| skok wzwyż (hala)    | 4 lutego 1984, Warszawa  | 1,93  |

Była zawodniczką Stali Stalowa Wola i Legii Warszawa.